# Marie E. P. König
Marie E. P. König (geb. als Marie Emilie Paula Schwager;  * 10. September 1899 in Forst; † 5. Oktober 1988 in Güdingen) war eine deutsche autodidaktische Prähistorikerin, Höhlen- und Münzforscherin. Sie widmete sich vor allem der Symbolik paläolithischer Höhlenmalereien und -ritzungen sowie dem Weltbild vorgeschichtlicher Menschen.

## Biographie
Marie Emilie Paula Schwager absolvierte 1918 ihr Abitur am Oberlyzeum in Aachen und besuchte daraufhin das Lehrerinnenseminar in Aachen, wo sie 1920 die Prüfung für das höhere Lehramt ablegte. Sie arbeitete danach bis 1923 als Lehrerin, zunächst in einem Kinderheim in Poblotz, Pommern und ab 1921 am Waldpädagogium in Bad Berka, Thüringen. Sie heiratete am 31. März 1923 in Bad Berka den Kaufmann Heinrich König (* 23. September 1899, † 21. Februar 1983) und zog mit ihm im selben Jahr nach Saarbrücken. Sie bekam zwei Söhne, Rainer (* 1926, † 2020) und Dietmar König (* 1928, † 2004). Ihr Ehemann Heinrich König übernahm 1935 die Firma Sanicentral, die bis zu ihrer Insolvenz im Jahre 2009 im Familienbesitz war. Eine wichtige Rolle im privaten Leben Marie Königs spielte auch die Haushälterin Hedwig Diesinger (* 1917), die ab 1934 für 54 Jahre bei der Familie König arbeitete.
Schon als Teenager interessierte Marie König sich während des Ersten Weltkrieges für Urgeschichte, ausgelöst durch eigene Funde von Steinwerkzeugen im Tal der Inde bei Aachen. Später untersuchte sie zahlreiche Höhlen in Frankreich, von denen eine sogar nach ihr benannt wurde. Bekannt wurde Marie König durch mehrere populärwissenschaftliche Bücher, in denen sie eine umstrittene Theorie über die Symbolsprache der vorgeschichtlichen Menschen entwickelte, die allerdings kaum Anerkennung von Seiten der etablierten deutschen Urgeschichtsforschung fand.
Ihr Hauptwerk Am Anfang der Kultur (1973) erhielt 1979 in Luxemburg den Buchpreis der Arbeitsgemeinschaft für Werbung, Markt- und Meinungsforschung (AWMM). Diese Preisverleihung stellte sich jedoch später als sehr dubios heraus, da der Verleiher des Preises zahlreiche Preisträger ausgewählt hatte, die ihre Reisekosten nach und in Luxemburg alle selbst bezahlen mussten, um Gewinne durch Provisionszahlungen zu erzielen, die er für die Belegung eines teuren Hotels in Luxemburg erhielt.

## Urgeschichtliche Theorien
Marie König widersprach vehement der von ihr „evolutionistisch“ genannten damaligen Lehrmeinung, dass urgeschichtliche Menschen nur zu primitivem, magischem Denken fähig gewesen seien und alle eiszeitlichen Kunstwerke und Symbole lediglich im Rahmen von Fruchtbarkeits-Magie und Jagdmagie zu interpretieren seien. Sie postulierte stattdessen, dass viele Darstellungen ein symbolisches Weltbild repräsentieren, dass primär der Orientierung in Raum und Zeit diente. Zur Orientierung in der Zeit sei ein Mondkalender verwendet worden, während die Sonnenbahn die Orientierung im Raum ermöglichte. Auch die altsteinzeitlichen Frauenstatuetten und von ihr als Vulva interpretierte Zeichen deutete Marie König als Mondsymbolik. Diese symbolischen Darstellungen des Mondzyklus interpretierte sie der „Erneuerung“ des Mondes nach den drei dunklen Neumondnächten auch als künstlerischen Ausdruck eines ausgeprägten Wiedergeburtsglaubens.
Königs Thesen basieren auf ihren langjährigen Untersuchungen von Ritzbildern in den etwa 2000 Quarzit-Kulthöhlen der Île-de-France (Grotte von Prinvaux) und bemalten Kieseln aus der mesolithischen Höhle von Mas d’Azil sowie auf spätkeltischen Münzprägungen. Außerdem studierte sie paläolithische und neolithische Artefakte und Kunstwerke, wie z. B. die Höhlenmalereien von Lascaux und Altamira, Steinritzbilder aus Schweden und dem Valcamonica, die Megalithanlagen von Newgrange und Malta (Hypogäum von Ħal-Saflieni) sowie die neolithischen Siedlungen in Anatolien (Çatalhöyük) und die bronzezeitlichen Paläste auf Kreta (Knossos und Phaistos).
Wichtige Anregungen für ihre Thesen erhielt König u. a. auch aus Karl Jaspers’ Werk Philosophie der Weltanschauungen (1919) und der Tiefenpsychologie Carl Gustav Jungs. Mit Jaspers glaubte auch Marie König, dass sich der vorgeschichtliche Mensch in der Natur von einem kreisförmigen Horizont umgeben sah, über dem sich ein halbkugelförmiger Himmel spanne, dessen Gestirne zyklisch auf der einen Seite auftauchen und auf der anderen Seite verschwinden, was wiederum die Existenz einer unsichtbaren halbkugelförmigen „Unterwelt“ nahelege. Dieses unmittelbar erfahrene Hohlkugel-Weltbild sei in zweierlei Hinsicht gedanklich zu visualisieren: Entweder in objektiver Weise, also quasi von außen als Kugel betrachtet, was nach König schon von Homo erectus (bzw. Homo heidelbergensis) durch Sphäroide dargestellt wurde, oder in subjektiver Weise, also aus der Sicht des Menschen, der sich im Mittelpunkt eines hohlkugelartigen Weltalls wähnt, das laut König vom vorgeschichtlichen Menschen mit der Schädel-Kalotte und der Höhle versinnbildlicht wurde, was die zahlreichen steinzeitlichen Schädelkulte und Kulthöhlen erkläre.
Trotz späterer Vereinnahmung durch die feministische Matriarchatsforschung hat sich Marie König stets dagegen gewehrt, dass ihre Erkenntnisse zum Beweis für ein Ur-Matriarchat umgedeutet werden. In dem Kapitel, das sie zu dem Buch Weib und Macht. 5 Millionen Jahre Urgeschichte der Frau (1979) des Linguisten Richard Fester et al. beisteuerte, ist das Wort Matriarchat ebenso wenig zu finden wie in ihren anderen Werken. Auffällig sind auch erhebliche Unterschiede zwischen den Auffassungen von Marie König und denjenigen der bedeutenden archäologischen Vertreterin der Matriarchatsforschung, Marija Gimbutas, die die Interpretationen Königs stets vehement ablehnte.

## Beispiele für Bildsymboliken nach König
- Der Kreis: steht für den Gesichtskreis oder Rundhorizont.
- Das Sphaeroid (ggf. unterteilt in zwei Halbkugeln): steht für das Himmelsgewölbe und die (gedachte) Unterwelt. Als älteste Darstellungen der Menschheitsgeschichte gelten die altsteinzeitlichen Steinkugeln aus dem Acheuléen, die von Dr. H. Jouillie[2] im Tal der Aisne entdeckt wurden, sowie die versinterten Lößkugeln aus dem unteren Moustérien, die von Dr. Paul Wernert bei Achenheim im Elsass gefunden wurden[3].
- Das Radkreuz: widerspiegelt die Welt als den Gesichtskreis, der durch die Sonnenbahn als Ost-West-Weltachse geteilt ist. Durch deren gedachte rechtwinklige Entsprechung (Nord-Süd-Achse) wird die Welt durch die vier Himmelsrichtungen in vier Weltgegenden untergliedert. Der mittige Schnittpunkt (5. Punkt) der Weltachsen ist der eigene Standort in dieser Weltordnung. Die älteste bekannte Darstellung des Radkreuzes wurde 1964 von L. Vertes in einer mittelpaläolithischen Fundstelle bei der Stadt Tata in Ungarn entdeckt. Sie wurde von einem Neandertaler im Moustérien angefertigt und zeigt ein eingeritztes Kreuz auf einem geschliffenen Gehäuse (21 mm Durchmesser) eines fossilen Einzellers der Spezies Nummulites perforatus.
- Das Weltviereck: entstand als Symbol durch Verbindung der 4 Kardinalpunkte und ist durch das Kreuz der Himmelsrichtungen in vier Dreiecke unterteilt (also 4*3=12).
- Das „Mühlebrett“: Symbol für die Weltordnung durch Ineinanderschachtelung von drei Vierecken, deren 12 Eckpunkte durch Linien verbunden wurden, die sich aber nicht in der Mitte (13. Punkt) trafen.
- Das Netz: steht für das allgemeine Ordnungsprinzip des Raumes.
- Spirale: die aufsteigende und absteigende Spirale repräsentiert Werden und Vergehen und somit der Kreislauf der Wiedergeburt allen Lebens.
- Das Labyrinth: Ursymbol für Leben und Wandlung, mit lunarem Bezug (das „Ur-Labyrinth“ besaß 7 Wandlungspunkte).
- Das weibliche Schoßdreieck oder allgemein das Dreieck: das graphische Symbol für den Wechsel der drei Gestalten des Mondes, also eine Lunarsymbolik für den Mondzyklus.
- Die Vulva: die Darstellung der Vulva bei paläolithischen Kunstwerken ist ebenfalls ein Symbol für den Wiedergeburtsglauben im Zusammenhang mit der weiblichen Schöpfungskraft und der, durch das weibliche Schoßdreieck verkörperten, Lunarsymbolik des Mondzyklus.
- Der Stier bzw. der Stierkopf: Lunarsymbolik durch die Form der Hörner, die den beiden Halbmondphasen ähneln, während das Auge als Entsprechung des Vollmond gesehen wird.
- Das Pferd: Solarsymbolik, laut Marie König vielleicht wegen der wehenden Mähne, die an Strahlenkranz der Sonne erinnert. Wildpferde haben zwar nur eine Stehmähne, aber auch diese passt durchaus zur Interpretation Königs. Später wurde dieses solare Symbol durch die Sinnbilder der Sonnenbarke oder des Sonnenwagens abgelöst.
- Der Mondwagen, gezogen von Stieren:
- Der Sonnenwagen, gezogen von Pferden: Der berühmteste archäologische Fund hierzu ist der Sonnenwagen von Trundholm aus der nordischen Bronzezeit, der bei Marie König aber merkwürdigerweise keine Erwähnung findet.

## Beispiele für Zahlensymbolik
- Die Mond-Zahl „3“: steht für die 3 Mondphasen und somit für das Ordnungsprinzip Zeit.
- Die Sonnen-Zahl „4“: widerspiegelt die 4 Kardinalpunkte und steht somit für das Ordnungsprinzip Raum.
- Die Zahl „7“: die Summe aus den Ordnungsprinzipien Zeit (3) und Raum (4).
- Die Zahl „9“: die Multiplikation des Ordnungsprinzips Zeit (3) mit sich selbst ergibt die Dauer einer der drei Mondphasen.
- Die Zahl „12“: das Produkt der Ordnungsprinzipien Zeit (3) und Raum (4), bzw. die Anzahl der Ecken des, durch das Diagonalkreuz der Himmelsrichtungen in vier Dreiecke unterteilte Weltviereck (siehe oben). Entspricht zudem der Anzahl der Monate eines Jahres. Der übrig bleibende 13. Vollmond, der diese Ordnung quasi „stört“, ist laut Marie König ein weiterer Grund für die Stellung der Zahl 13 als Unglückszahl.
- Die Zahl „24“: Das Doppelte der Zahl 12. Entspricht auch der Anzahl der Stunden eines Tages (dies wurde von Marie König selbst jedoch nicht erwähnt).
- Die Zahl „27“ bzw. „28“: Potenzierung 3*3*3 (bzw. das Produkt von 4*7) ergibt die Dauer des Mondmonats, die zudem in etwa der durchschnittlichen Dauer des weiblichen Zyklus entspricht.

## Rezeption
Die Arbeit von Marie E. P. König wurde von der akademischen Archäologie in Deutschland nicht nur nicht anerkannt, sondern fast völlig ignoriert, so dass es bislang auch keine kritischen wissenschaftlichen Abhandlungen zu ihren Thesen gibt.
C. Peyre von der École Normale Supérieure in Paris lobte dagegen Königs Arbeit.
Jean-Baptiste Graf Colbert de Beaulieu von der École Normale Supérieure in Paris schrieb ausführliche Vorworte
1.) zu der französischen Ausgabe (1975) ihrer Publikation „Das Rätsel der keltischen Münzen“ (1975). Darin behandelt er auch ihr Gedankengut, das sie in ihrem Werk „Am Anfang der Kultur“ (1973) vorgelegt hat. Dabei stellte er die Wichtigkeit dieser Theorien für die Erklärung der Themen der keltischen Münzen fest.
2.) zu dem Buch: „Unsere Vergangenheit ist älter“ (1980). Darin diskutiert und bestätigt er die wesentlichen neuen Theorien von Frau König ausführlich.
Auf deutscher Seite hat Eric Voegelin (München) dazu beigetragen, dass die Arbeit veröffentlicht werden konnte.
Auf kanadischer Seite hat Prof. Barry Cooper von der University of Calgary die Ideen von Marie König aufgegriffen und in seiner Arbeit '' The First mystics? Some Recent Accounts of Neolithic Shamanism'' ausführlich bearbeitet.
In Washington, D.C. wurde die Eric Voegelin Society gegründet, die das Gedankengut von Marie König aufgreift und weiter bearbeitet.
An Königs Arbeitsweise wurde von Archäologen als unwissenschaftlich bemängelt, dass sie sich bestätigende Evidenz ihrer Thesen aus den vorgeschichtlichen Funden herauspickt, ohne nachvollziehbar zu belegen, ob diese Fälle überhaupt repräsentativ sind. Dies gilt insbesondere für die bemalten Kieselsteine aus dem mesolithischen Azilien der Höhle von Mas d’Azil, die sie als wichtige Bestätigung für die geschichtliche Bedeutung der Symbolzahlen „3“, „4“ und „7“ sieht, aber nicht darlegt, ob diese Zahlen unter den etwa 2.500 gefundenen Steinen überhaupt einen höheren Anteil haben, als auf Grund reiner Zufallsverteilung zu erwarten wäre. Es gibt zudem unabhängige archäologische Untersuchungen der gleichen Funde, die durchaus zu ganz anderen Schlussfolgerungen als Marie König gelangten.
Ein weiteres Problem besteht hinsichtlich der Kulthöhlen der Île-de-France, die im Werk von Marie König eine sehr zentrale Rolle spielen. Die im Gestein dieser Höhlen eingeritzten geometrischen Figuren sind, wie Marie König auch freimütig zugesteht, nicht datierbar und stammen offensichtlich aus unterschiedlichsten Epochen, von der Altsteinzeit bis hin zu Graffiti aus der neuerer Zeit. Ältere Ritzbilder sind zwar in der Regel stärker verwittert als jüngere, aber eine sichere Zuordnung zu bestimmten Epochen ist meist kaum möglich.
Schließlich muss auch kritisch hinterfragt werden, ob die Ablehnung der alternativen Interpretationen der etablierten Wissenschaften, die Marie König als „evolutionistisch“ und „positivistisch“ abwertete, wirklich plausibel und berechtigt ist. Es ist zumindest merkwürdig, dass keines der bekannten heutigen Naturvölker in ihrer traditionellen Kultur irgendwelche Übereinstimmungen mit dem von König postulierten Weltbild und der zugehörigen Symbolik aufweist. Auch eine kultische Verehrung der Vulva als Wiedergeburtssymbol ist dort genauso unbekannt wie Beziehungen zwischen Wiedergeburtsglauben und Mondzyklen.
Die Rekonstruktion eines vorgeschichtlichen Weltbildes, wie sie von König versucht wurde, ist in jedem Falle hochgradig spekulativ, zumal derartige Thesen zumindest beim derzeitigen Wissensstand kaum verifizier- oder falsifizierbar sind – zumindest letzteres aber gilt in der Regel als notwendige Bedingung von Wissenschaftlichkeit. Auf der anderen Seite entspricht Königs Vorgehensweise des Hineindenkens in frühere Kulturen durchaus dem in den Geisteswissenschaften anerkannten Arbeitsprinzip der Hermeneutik. Deshalb können die Thesen von Marie König zwar nicht pauschal als unwissenschaftlich oder pseudowissenschaftlich abgelehnt werden, aber eine kritische Abwägung zwischen vorhandenen Evidenzen und gezogenen Schlussfolgerungen, sowie ein Plausbilitätsvergleich mit alternativen Erklärungsansätzen, ist notwendig.

## Schriften
- Das Weltbild des eiszeitlichen Menschen. Elwert, 1954
- Am Anfang der Kultur. Die Zeichensprache des frühen Menschen. Mann, Berlin 1973; Ullstein, Frankfurt/Berlin/Wien 1981, ISBN 3-548-36061-0
- Unsere Vergangenheit ist älter. Höhlenkult Alt-Europas. Krüger, Frankfurt 1980, ISBN 3-8105-1015-7
- Weltanschauliche Grundbegriffe. 1991, ISBN 3-7165-0658-3
- (mit Richard Fester, Doris F. Jonas & A. David Jonas): Weib und Macht. Fünf Millionen Jahre Urgeschichte der Frau. Fischer, Frankfurt am Main 1979, ISBN 3-596-23716-5